# Lycosa yunnanensis
Lycosa yunnanensis är en spindelart som beskrevs av Yin, Peng och Wang 1996. Lycosa yunnanensis ingår i släktet Lycosa och familjen vargspindlar. Inga underarter finns listade i Catalogue of Life.